# Parallelomma flava
Parallelomma flava är en tvåvingeart som först beskrevs av Szilady 1943.  Parallelomma flava ingår i släktet Parallelomma och familjen kolvflugor. Inga underarter finns listade i Catalogue of Life.